# Повесть о старике Такэтори
«Сказание о старике Такэтори» (яп. 竹取物語 Такэтори Моногатари, «Сказание о резчике бамбука»), также известная как «Повесть о старике Такэтори», «Принцесса Кагуя» (яп. かぐや姫 Кагуя-химэ) и «Сказание о принцессе Кагуя» — японская народная сказка, созданная, по предположениям исследователей, в конце IX — начале X века и считающаяся прародительницей всех моногатари (японских сказаний, яп. 物語 моногатари). Она считается древнейшим из сохранившихся до наших дней японским рассказом и ранним предшественником научной фантастики.
«Повесть о старике Такэтори» рассказывает о жизни загадочной девушки по имени Кагуя-химэ (яп. かぐや姫) (обычно, в особенности в исследовательской литературе, — несклоняемое), полное имя — Наётакэ-но Кагуя-химэ (яп. なよたけのかぐや姫, «Лучезарная дева, стройная, как бамбук»), которая была найдена стариком-резчиком бамбука по имени Такэтори-но Окина ещё ребёнком в стволе растущего бамбука. Старик Такэтори берёт девочку домой и воспитывает её. Вскоре Кагуя-химэ вырастает; к ней приходят свататься богатые женихи со всей Японии, в том числе и сам император, но она всем отвечает отказом, посылая на невыполнимые испытания. В конце повести оказывается, что Кагуя-химэ прибыла на землю с Луны, из Цуки-но-Мияко (яп. 月の都 Цуки но Мияко, «Столица Луны») и должна вернуться домой. За ней прибывают лунные посланники, чтобы привезти её в родной дом, несмотря на то, что Кагуя-химэ хотела бы остаться на Земле. История заканчивается возвращением принцессы Кагуя-химэ на Луну.
Народная сказка некоторыми исследователями описывается как исконно японская (при этом возможное китайское влияние не отрицается), другими — как результат влияния китайских, буддийских и индуистских традиций и их смешение с японскими или вовсе как прямое заимствование из тибетской литературной традиции. Решение филологов по этому вопросу заключается в том, что сюжет сказания не был заимствован из тибетских сказок, но китайское и буддийское влияние не отрицается.
«Повесть о старике Такэтори» оказала значительное влияние на японскую культуру. В 1987 году по ней был снят фильм «Принцесса с Луны», а в 2013 году — мультфильм «Сказание о принцессе Кагуя». Также на неё имеются отсылки в манге, аниме и компьютерных играх.

## История рукописи «Повести о старике Такэтори»
«Повесть о старике Такэтори» считается старейшим из сохранившихся моногатари и нередко называется прародительницей данного жанра. Дата его возникновения и написания неизвестна; исследователи сходятся во мнении, что народная сказка появилась в конце IX — начале X вв.; неизвестен и автор рукописи, но предполагается, что он относился к интеллигентной, учёной среде, представляющей в Японии китайскую учёность, и не был наследственным аристократом. Оригинал рукописи не сохранился. Несмотря на время возникновения самого текста, до нашего времени сохранился лишь список XIV в., датированный 1592 годом. На европейские языки переводы осуществляются с конца XIX в. В России «Повесть о старике Такэтори» — это единственное произведение японской литературы, которое переводилось как минимум четыре раза. История повести в России включает не только переводы, но и, что неожиданно, даже балетные постановки.
Собственно название жанра моногатари (яп. 物語) переводится как «рассказывание о вещах». Однозначно определить жанр «Такэтори-моногатари» в знакомых европейскому и русскому человеку терминах достаточно сложно: в разных частях оно предстаёт то как сказание, то как предание, то как придворная повесть в жанре ута-моногатари, описывающая ситуации с обменом пятистишиями-танка, иногда как плутовская новелла и, наконец, в большей мере как классическая волшебная сказка. В романе «Повесть о Гэндзи» Мурасаки Сикибу оно было названо «прародителем всех моногатари». Однако сюжет её был рождён в неизвестные времена и в неизвестном месте.
Упоминания о народной сказке встречаются в «Ямато-моногатари» (яп. 大和物語 ямато моногатари, «Рассказы о Ямато»), стихотворении, написанном в X веке и описывающем жизнь при императорском дворце. В «Ямато-моногатари» автор вспоминает об этой истории в связи с праздником наблюдения за Луной, состоявшимся в 909 году. Оцукими (яп. お月見, «созерцание Луны» или «любование Луной») или цукими (яп. 月見), японский фестиваль чествования осенней Луны и день любования Луной, отмечается и в современной Японии. Считается, что данный обычай возник в период Хэйан, когда и была написана «Повесть о старике Такэтори». Возможно, сюжет народной сказки мог соотноситься и с этим народным фестивалем.
В «Повести о старике Такэтори» упоминается о дыме, поднимающимся с горы Фудзи, что позволяет предположить, что народная сказка возникла либо в то время, когда вулкан был всё ещё активен во время своего образования, либо спустя несколько лет после окончания вулканической деятельности. Маркова В. Н. отмечает, что гора Фудзияма в момент написания сказания (около конца IX — начала X века) уже не курилась; в «Кокин вакасю» (яп. 古今和歌集 кокин вакасю̄, «Сборник японских стихотворений Древности и Современных лет») говорится, что гора перестала испускать дым к 905 году. Другие исследователи указывают, что сказание могло быть написано между 871 и 881 годами. Очевидно только то, что на протяжении его истории этот сюжет изменялся, обогащался разнообразными представлениями, мифическими и фольклорными, затем приноравливался к уже начавшей формироваться литературной традиции, видоизменялся и разрастался в соответствии с законами письменной литературы.
Ермакова Л. М. отмечает, что сюжет, связанный с главным героем произведения, резчиком бамбука, впервые фигурирует в «Манъёсю» («Собрание мириад листьев», VIII в.), где упоминается некий Такэтори-но окина — старец/мудрец/предок Такэтори. Однако в «Манъёсю» он — человек знатного происхождения, богач; на его имени сходство заканчивается, поскольку в «Собрании» не упоминается ни Кагуя-химэ, ни связанные с ней сюжетные элементы. Отмечается, что само название повести — «Такэтори-моногатари» — может не быть оригинальным: в разных средневековых памятниках фигурирует и название «Кагуя-химэ», «Сверкающая дева». В любом случае, происхождение сюжета туманно.
Некоторые исследователи приписывали это произведение Минамото-но Сигато (яп. 源順集 Минамото но Ситагō, 911—983), настоятелю Хэндзё (яп. 遍昭 Хэндзё:), члену клана Имбе, императору Тэмму (673—686) и поэту Ки-но Хасэо (яп. 紀長谷雄 Ки но Хасэо, 842—912). Выдвигаются предположения и о том, что сказание было написано группой людей, а язык оригинала был китайский. Японская национальная письменность появляется в IX веке, что способствует развитию литературы; начинается новый этап развития литературы на японском языке, и большинство моногатари, как утверждает Садокова А. Р., были созданы именно на японском языке.
Некоторые современные исследователи описывают сказание как протонаучную фантастику или даже ранний предшественник научной фантастики. Отмечается, что сюжет путешествия с Земли на Луну (фактически космическое путешествие) внешне может напоминать произведение жанра научной фантастики, но в культуре периода Хэйан, учитывая растущее влияние буддизма и идей индуизма, которые, насколько можно судить, выходят на первый план в сравнении с простым путешествием с Земли на Луну, он не вызывал подобных ассоциаций. Строго говоря, основа произведения, как отмечает Садокова А. Р., по своим идеям и мыслям буддийская, или испытала определённое буддийское и индуистское влияние: в частности, идеи наказания, перерождения и жизни на других планетах (или в других мирах, недоступных человеку) определённо встречаются в буддизме и индуизме. Сама Луна для автора произведения, возможно, была такой же обителью бессмертных небожителей, как гора Хорай. Э. Дротт утверждает, что сюжет полёта на Луну был тесно связан с даосским культом бессмертия, который пользовался значительной популярностью в период Хэйан. Однако некоторые элементы сюжета (слова Кагуя-химэ о том, что она родилась не на Земле и не может выйти замуж за земного человека; слова Кагуя-химэ о том, что ей не по нраву устоявшиеся обычаи, в частности, обычай женитьбы; недействие человеческого оружия на небесных посланников и др.) явно выбиваются из концепции буддийского влияния, однако нельзя не признать то, что это влияние полностью отсутствует. Также отмечается, что сказание могло испытать влияние китайских народных и мифологических традиций: Огненная мышь и одежда из её шерсти, гора Хорай и золотые деревья, дракон как покровитель стихии воды, наказывающий человека за недостойные действия, и владелец драгоценной жемчужины — явно китайские мотивы, о чём отмечает Маркова В. Н.).
Сходство сказания с классической народной сказкой подтверждает и большое количество этиологических элементов и мотивов сюжета: возникновение некоторых фраз японского языка из действий героев и их описания (к примеру, возникновение фразы «Испить чашу позора» про бесстыдных людей, выводимой из пятистишия принца Исицукури в русском переводе Марковой В. Н. и в оригинале — созвучие фраз «бросил чашу» и «потерял стыд») и чисто этиологическая легенда о возникновении названия горы Фудзи.

## Сюжет

### Чудесное нахождение Кагуя-химэ в стебле бамбука

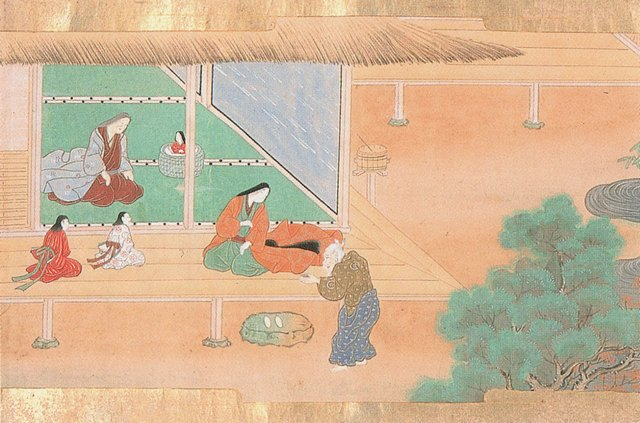
Такэтори но Окина принес домой Кагую-химэ, Нарисовано Тоса Хиромити, ок. 1600

Народная сказка начинается с традиционного сказочного зачина. Некогда, давно-давно жил старик Такэтори-но Окина (яп. 竹取 Такэтори, «Тот, кто добывает бамбук», 竹取翁 Такэтори но Окина, «Старый резчик бамбука»), и занимался он изготовлением изделий из бамбука. Настоящее его имя было Сануки-но Мияцукомаро. Однажды рубил старик Такэтори бамбук в одной роще, и оказался рядом со странным светящимся стеблем бамбука. В том стебле нашёл он ребёнка, ростом всего в три вершка. Старик забрал девочку домой и стал воспитывать вместе со своей женой. Была та девочка такой крошечной, что положили её вместо колыбели в клетку для певчей птицы.
С тех пор старик ходил в лес за бамбуком и каждый раз в том же волшебном бамбуке находил золотые монеты, став вскоре состоятельным и неслыханно богатым человеком.
Вскоре девочка выросла (причём за три месяца), и ни одна красавица на свете не могла сравниться с ней своей красотой. Затем призвал старик жреца Имбэ-но Акита из Мимуродо (яп. 斎部秋田 Имбэ но Акита), и он дал девушке имя Наётакэ-но Кагуя-химэ (яп. なよたけのかぐや姫 Наётакэ но Кагуя-химэ, «Лучезарная дева, стройная, как бамбук»), или просто Кагуя-химэ (яп. かぐや姫 Кагуя-химэ, «Принцесса Кагуя»). Устроил тогда старик большой пир.

### Сватовство знатных женихов и их испытание
Слухи о её красоте распространились далеко, и многие люди влюблялись в принцессу Кагуя-химэ с чужих слов, и приходили к дому старика, чтобы хотя бы одним глазком увидеть её. Но, не получая никакого ответа на протяжении долгого времени, они расходились по домам. Но пятеро из несметного множество женихов не хотели отступиться. Их звали: принц Исицукури (яп. 石作皇子 Исицукури), принц Курамоти (яп. 車持皇子 Курамоти), удайдзин (правый министр, третий после главного и левого министров) Абэ-но Мимурадзи (яп. 右大臣阿倍御主人 Абэ но Мимурадзи), дайнагон (старший государственный советник) Отомо-но Миюки (яп. 大納言大伴御行 Ōтомо но Миюки) и тюнагон (второй государственный советник) Исоноками-но Маро (яп. 中納言石上麻呂 Исоноками но Маротари).
Рассказал о том старик Кагуя-химэ, и дала она каждому из женихов поручение принести особый предмет, и обещала, что выйдет замуж за того, кто пройдёт её испытание и выполнит данное ему задание. Её поручения были следующими: принцу Исицукури необходимо было принести каменную чашу Будды из Индии; принцу Курамоти — ветку с серебряного дерева, что растёт на горе Хорай (кит. 蓬萊 Pénglái «Пэнлай», 蓬萊仙島 «Пэнлай, Остров Бессмертных», 蓬萊島 Péngláidǎo «Остров Пэнлай», яп. 蓬莱 (ほうらい) Хōрай) в Восточном океане; правому министру Абэ-но Мимурадзи нужно было привезти платье, сотканное из шерсти Огненной мыши в Китае; дайнагону Отомо-но Миюки было сказано добыть камень, висящий на шее у дракона; тюнагону Исоноками-но Маро нужно было принести раковину ласточки, которая, как говорят, помогает легко, без мучений родить ребёнка. Тогда отправились известные женихи в путь.
Первый жених, принц Исицукури, попытался выполнить поручение Кагуя-химэ обманом, преподнеся ей первую попавшуюся чашу; второй жених, принц Курамоти, принёс изготовленную кузнецом жемчужную ветвь, сорванную будто бы на горе Хорай; третий жених, министр Абэ-но Мимурадзи, купил платье из шерсти Огненной мыши у купца, но и оно оказалось ненастоящим. Обман всех трёх женихов был разоблачён, и они покинули дом Кагуя-химэ. Четвёртый жених, дайнагон Отомо-но Миюки, сдался, попав в ужасный шторм по пути, а пятый жених, тюнагон Исоноками-но Маро погиб, выполняя поручение. Сильно опечалилась Кагуя-химэ, узнав о том, что случилось с последним женихом.

### Сватовство микадо, императора Японии
Наконец, сам император Японии (микадо, яп. 帝(御門) микадо, «Высокие ворота») услышал о несравненной красоте Кагуя-химэ. Явился он посмотреть на принцессу и сразу влюбился в неё. Но Кагуя-химэ также отказала ему, сказав:
- Если б я родилась здесь, в этой стране, то повинна была бы идти во дворец служить тебе. Но я существо не из этого мира, и ты совершишь дурной поступок, если силой принудишь меня идти во дворец.
Но император не хотел отступаться от своих чувств. Хотели его слуги посадить в его паланкин Кагуя-химэ, но вдруг она превратилась в тусклую тень. Тогда понял император, что она — существо не из нашего мира, и стал просить прощения у неё. Кагуя-химэ сразу приобрела свой прежний образ. Император удалился из дома старика и вернулся в свой дворец.
Так и жил он, вспоминая о принцессе Кагуя-химэ, сочиняя для неё любовные послания. И она, хоть и противилась его воле, писала ему ответные письма; продолжалось так три долгих года.

### Возвращение принцессы Кагуя-химэ на Луну

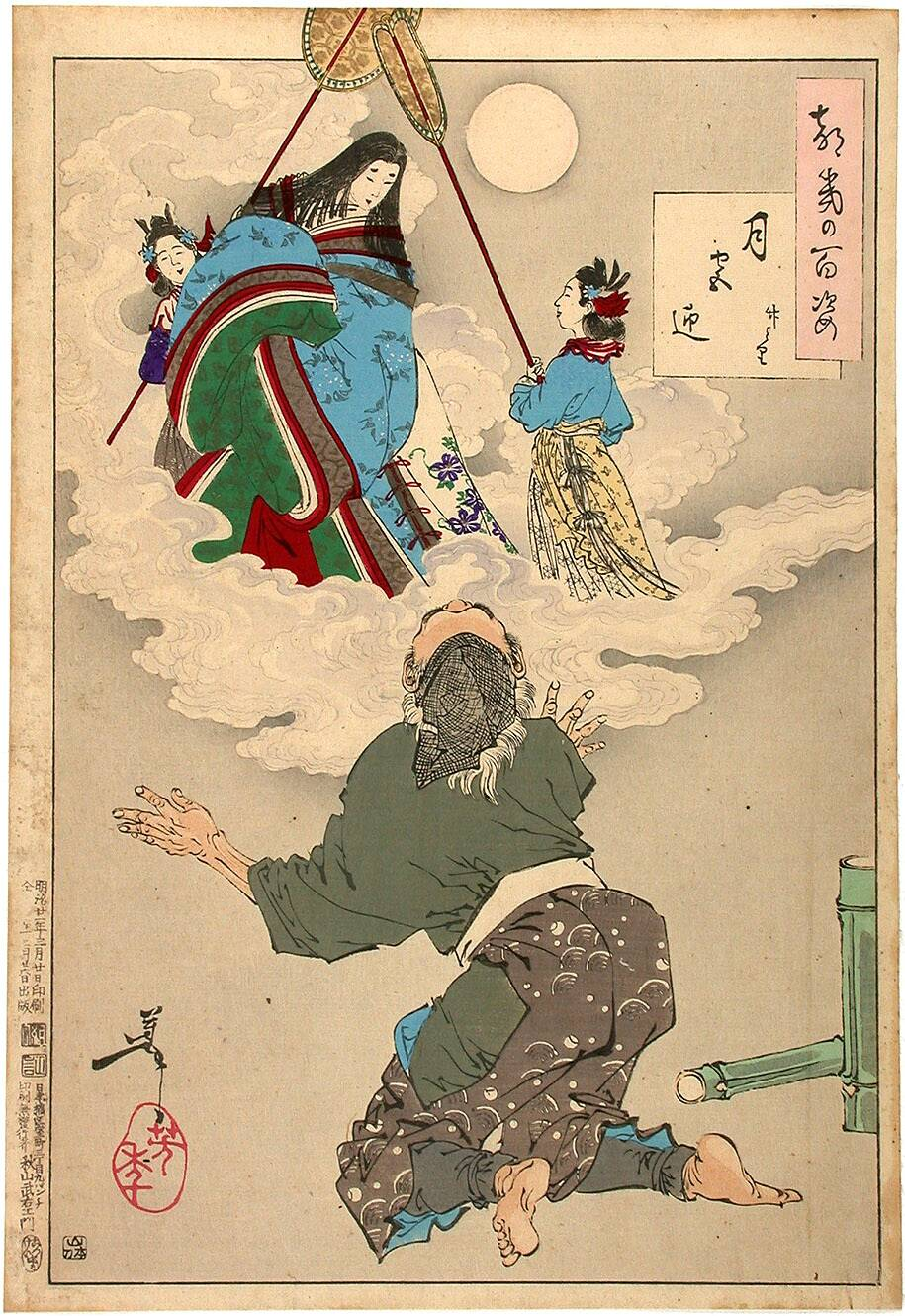
Принцесса Кагуя на пути в Лунный дворец. Рис. Цукиока Ёситоси, 1888

Со временем Кагуя-химэ осознала, что она не принадлежит этому миру и должна вернуться домой на Луну. Подолгу глядела она на Луну, предаваясь грустным чувствам. Вскоре рассказала она старику, своему приёмному отцу, что она не из этого земного мира, и родилась в Столице Луны (яп. 月の都 Цуки-но Мияко, «Столица Луны»). Была она отправлена с небес на Землю, чтобы искупить грех, совершённый ею в одной из своих прошлых жизней. Теперь же время наказания подошло к концу, и вскоре прибудут за ней её родичи, посланцы Неба, чтобы забрать её домой, на Луну, хотя сама Кагуя-химэ не хотела того и желала остаться на Земле. Старик пожелал защитить Кагуя-химэ, и сообщил о том императору, попросив выслать множество воинов для этой цели. Две тысячи воинов собрались у дома старика Такэтори. Все они тоже были вооружены луками и стрелами. Но отговаривала их от этого Кагуя-химэ:
- Как вы ни старайтесь меня спрятать, как храбро ни готовьтесь к бою, вы не сможете воевать с небожителями из лунного царства. Стрелы ваши их не настигнут. Спрятать меня вам тоже не удастся. Только они прилетят, как все запоры спадут и двери откроются сами собою. Воины сейчас готовы схватиться с кем угодно, но лишь увидят они небожителей, как у самых смелых сразу все мужество пропадет.
В полночь прибыли посланники Луны, чтобы забрать Кагуя-химэ домой. Дом старик Такэтори озарился ярким сиянием, и вокруг стало светлее, чем днём. С неба на облаках спустились неведомые лучезарные существа и построились в ряд, паря в воздухе над самой землёй. Небожители были одеты в великолепные наряды, и с ними была летучая колесница с навесом из тончайшего шёлка. Ничего с ними не смогли сделать воины императора: застыли он от ужаса и потеряли силы сражаться, а стрелы их полетели в другую сторону, далеко от цели.

К старику подошёл предводитель небесных посланников. Старик пытался уговорить его оставить Кагуя-химэ на Земле, на что он ответил:
- Слушай ты, неразумный человек! За твои малые заслуги дарована была тебе несравненная радость: на краткий срок приютить в своем доме Кагуя-химэ. За это тебе в изобилии посылалось золото. Скажи сам, разве ты теперь так живешь, как раньше? В искупление давнего греха, совершенного ею в прежней своей жизни, Кагуя-химэ обречена была жить некоторое время в доме такого ничтожного человека, как ты. Грех её теперь полностью искуплен, и я послан взять её назад на небо. Напрасны твои слезы и жалобы! Немедленно отдай нам Кагуя-химэ!
 Вдруг все запертые двери раскрылись сами собой, и Кагуя-химэ вышла из дома. Небесные посланники дали ей напиток бессмертия и облачили в одежду из птичьих перьев, и сразу же угасли в ней все человеческие привязанности; говорят, что та одежда из птичьих перьев заставляет забыть всё земное. Перед этим она написала письмо императору и передала ему напиток бессмертия. Затем села она в летучую колесницу, и в сопровождении небесных посланников удалилась на небо.

### Гора бессмертия Фудзи
Вскоре родители Кагуя-химэ слегли больными. Император получил письмо принцессы и напиток бессмертия, переданный ею. Он повелел своим людям взять послание и напиток, отнести на самую высокую гору и сжечь их; так и было сделано. Оттого и названа была та гора «Горой бессмертия» — горой Фудзи, или Фудзияма (яп. 富士山 Фудзисан). Также обыгрывается один из вариантов названия горы Фудзи — яп. 富士山 «Гора, изобилующая воинами», поскольку на гору поднялось множество воинов императора. Так народная сказка объясняет происхождение слова бессмертие (яп. 不死 фуси, или фудзи) и название горы Фудзи. Говорят, что чудесный напиток вспыхнул ярким пламенем, и оно не угасает до сих пор.

## Анализ произведения

### Общие сведения
«Повесть о старике Такэтори» является самым ранним по времени создания произведением в жанре моногатари. Оно также является самым небольшим по объёму из данного жанра, по сюжету и стилистике напоминая классическую волшебную или народную сказку. Сюжет «Повести» весьма напоминает сказочный и дополняется этиологическими мифами о возникновении тех или иных речевых оборотов японского языка или топонимов, в частности, горы Фудзи. Разными исследователями выдвигались различные трактовки и интерпретации сюжета. Некоторые учёные говорят о исконно японском сюжете, другие — о заимствованиях из китайской или буддийской (тибетской) народной традиции. Исследователи отмечают, что сказание происходит из японской народной сказки, поскольку и сам жанр моногатари возник из устного рассказа.

### Автор сказания и интерпретация сказания как народной сказки
Автор оригинальной рукописи неизвестен. Предполагается, что он относился к интеллигентной, учёной среде, представляющей в Японии китайскую учёность, и не был наследственным аристократом. Многие исследователи и филологи (Маркова В. Н., Ермакова Л. М. и др.) говорят о «Повести о старике Такэтори» как о японской народной сказке, что позволяет сделать вывод о том, что автор рукописи был её составителем, собравшим народные сказания и оформившим в письменном виде.
Об интерпретации «Повести о старике Такэтори» как японской народной сказки позволяют говорить некоторые сюжетные и стилистические мотивы самого сказания. Само сказание начинается с традиционного сказочного зачина, как отмечает Маркова В. Н., который даёт представление о герое сказки — старике Такэтори. Сюжет произведения на первый взгляд выглядит как классический сказочный, но при подробном анализе на первый план выступает мифологическая составляющая, испытавшая влияние идей буддизма.
Лепехова Е. С. отмечает, что сам жанр моногатари, как предполагают исследователи, возник именно из устного рассказа. Также Лепехова Е. С. отмечает, что буддизм к периоду Хэйан был уже не только государственной, но и народной религией, а идея кармы (выводимая как основа буддийского влияния в сказании) стала основной идеей японского народного буддизма, что позволяет допустить тот факт, что сказание изначально было устной народной сказкой.
Говорить о сказании как о народной сказке также позволяет наличие этиологических мифов, характерных для многих народных (в особенности народных этиологических) сказок. В сказке приводится народная этимология некоторых устойчивых фраз японского языка и топонима Фудзи. Строго говоря, этиологические и топологические мифы представляют собой жанр именно устной народной (однако, в большинстве случаев топонимические легенды не сказочны) прозы. Этиологические мифы как объяснение происхождения тех или иных названий и явлений встречаются во многих народных сказках мира.

### Происхождение образа старика Такэтори

#### Имя старика Такэтори
Имя старика Такэтори, или Такэтори-но Окина (яп. 竹取 Такэтори, или 竹取翁 Такэтори но Окина, «Старый резчик бамбука») имеет значение «Тот, кто добывает бамбук» или «Рубщик бамбука» и состоит из двух частей: «бамбук» и «собирать». Оно представляет собой слово, обозначающее вид его деятельности. В «Повести» говорится, что «Такэтори» было всего лишь прозвищем, а настоящим его именем было Сануки-но Мияцукомаро. При этом прозвище старика выглядит несколько простонародным, в то время как его настоящее имя звучит как имя очень знатного и богатого человека, что создаёт комический эффект. Маркова В. Н. отмечает, что настоящие имя старика явно пародирует старинные японские летописи и после сказочного зачина звучит комично. Однако потом он становится весьма богатым человеком.

#### Упоминания старика Такэтори в более ранних японских текстах
Садокова А. Р. пишет, что комизм в данном случае не был целью автора; истоки появления двух имён кроются в древнеяпонской литературе. Впервые имя старика Такэтори упоминается в "Манъёсю: " («Собрание мириад листьев») в песне о старике по имени Такэтори-но Окина — старец/мудрец/предок Такэтори. Но данный сюжет рассказывает не о резчике бамбука, а о человеке знатного происхождения, который затем состарился и утратил известность в свете и свой прежний аристократический блеск. В песне он, поднявшись на гору, случайно встречает девять дев и описывает им свою прежнюю яркую и изобильную жизнь, а они отвечают ему пятистишиями. В конце песни упоминается конфуцианская притча о почитании старших и старых. Обычно эта концовка считается посторонним слоем, добавленным впоследствии, а основой песни называют рассказ о даосском мудреце, несущем черты бога-предка. Однако в этой песне нет даже упоминания о Кагуя-химэ. Связь с «Повестью о старике Такэтори» в этой песне усматривается лишь в имени персонажа, хотя простор для толкований остаётся.
Таким образом, японская народная традиция была знакома с именем старика Такэтори задолго до появления сказания. Вероятно, оно имеет корни в японских народных сказках и произведениях фольклора. Садокова А. Р. отмечает, что данным приёмом автор сказания хотел показать преемственность «Повести», её связь с древними традициями.

### Этимология и значение имени Кагуя-химэ
Имя героини сказания, принцессы Кагуя-химэ (яп. かぐや姫 Кагуя-химэ, «Принцесса Кагуя») происходит от японского корня каг, обозначающего одновременно свет и тень, иными словами, то, что отбрасывает от себя предмет. Тень в данном случае тоже выступает как своего рода эманация: неслучайно Кагуя-химэ в главе VIII превращается в тень. Полное имя принцессы звучит как Наётакэ-но Кагуя-химэ (яп. なよたけのかぐや姫 Наётакэ-но Кагуя-химэ, «Лучезарная дева, стройная, как бамбук»). Маркова В. Н. замечает, что имена в древнейшей Японии «сочинялись к случаю» и нередко содержали поэтические эпитеты. Химэ (дочь солнца) — почтительный суффикс, используемый при обращении к женщинам из знатного рода. Обычно имя Кагуя-химэ не склоняется.

### Интерпретация образа Кагуя-химэ

#### Чудесное рождение принцессы Кагуя-химэ из стебля бамбука
Образ принцессы Кагуя-химэ — наиболее трудный для интерпретации и понимания образ из всех персонажей народной сказки. Сказочный (но иногда и чисто мифологический) мотив чудесного рождения ребёнка из стебля бамбука довольно широко распространён не только в Японии, но и в Китае, и в Новой Гвинее, и на Тайване. Из японских памятников можно назвать сборник сказаний «Синтоистские собрания» (яп. Синтосю:) середины XIV века, в котором рассказывается о маленькой девочке, которую нашли в бамбуковой роще Кантакэ-но окина и Катакэ-но омина. Исследователи предполагают, что у этого сюжета и народной сказки могут быть разные литературные источники. В другой японской сказке рассказывается о бондаре Санкити, который находит внутри бамбука маленького мальчика, назвавшего себя Сыном Бамбука и сообщившего, что он был послан с неба, но заточён неким дурным Сыном Бамбука (вероятно, его мифическим близнецом). Мальчик наделён знаниями обо всём на свете, его возраст — 1234 года, и перед возвращением мальчик исполняет желание освободившего его от заточения бондаря — чудесный мальчик сделал его самураем. В Китае известна история о девушке, которая, стирая бельё на речке, увидела в течении ствол бамбука: в нём был маленький мальчик. Когда мальчик вырос, он стал известен как государь Чжу Ван, «Бамбуковый повелитель», правитель мифического государства Елан. Схожие истории можно найти в буддийских сутрах (Сутра Драгоценного павильона, приводимая филологом Кэйтю (1640—1701) в своём исследовании «Кумирня на речном берегу»). В мифах племени меджпрат, живущих на северо-западе Новой Гвинеи, рассказывается о первой женщине, вышедшей из пещеры, и мужчине, вышедшем из тростника. У андаманцев первый человек также выходит из коленца большого бамбука. Однако в буддийских текстах и большинстве других источниках, записанных вне Японии, рождается не девочка, а мальчик.

#### Образ девушки-птицы
Маркова В. Н. и Ермакова Л. М. отмечают, что в образе Кагуя-химэ присутствует универсальный мотив девушки-птицы, лишь на время принявшей человеческий облик. Небесные посланники, чтобы очистить воспоминания Кагуя-химэ о земной жизни, облачают её в одежду из птичьих перьев (хагоромо) — сказочный атрибут небесной феи; лишь в таком одеянии она могла летать по небу. Уже начало сказки подсказывает читателю или слушателю, что принцесса Кагуя-химэ — персонаж нечеловеческого или божественного происхождения.

#### Понятие кармы и наказания
Обычно Кагуя-химэ принято рассматривать как духа нечеловеческого (либо божественного) происхождения, принявшего на некоторое время человеческий облик. Причиной пребывания принцессы Кагуя-химэ на Земле в сказании называется некий грех, совершённый ею в одной из прошлых жизней, в наказание за который (и для его искупления) она была отправлена на Землю. Обычно причина рождения и пребывания принцессы Кагуя-химэ на Земле считается результатом буддийского или индуистского влияния, другие же исследователи рассматривают данный сюжет как исконно японский, признавая некоторое влияние традиций буддизма.
Анализируя образ принцессы Кагуя-химэ, исследователи рассматривают синтоистские, буддийские и индуистские народные и мифологические традиции. В древнейшей Японии существовал культ почитания ками, божеств природы, отвечающих за определённые природные явления. Мир, в котором мы живём, населяют многочисленные духи-ками. Для ками добро и зло относительны: понятия хорошего и плохого выражались терминами «хорошо» и «плохо», указывающими на наличие или отсутствие практической ценности. Любой ками может совершать добрые и злые поступки, и они будут оказывать на него влияние, определяя его существование и отношение к миру. Таким образом, синтоистские традиции отчасти схожи с буддийскими идеями о карме и воздаянии за хорошие и плохие поступки.
Следовательно, образ принцессы Кагуя-химэ следует рассматривать в контексте взаимодействия верований синтоизма, буддизма и индуизма.

#### Протест против принятых обычаев
Кагуя-химэ также выступает как персонаж, во многом (если не во всём) отличающийся от обычного человека. Она выражает явный протест против устоявшихся традиций японского народа, в частности, традиции женитьбы:
- А зачем мне нужно замуж выходить? Не по сердцу мне этот обычай.
Из текста не совсем ясно, по какой причине принцессе не по нраву обычаи общества эпохи Хэйан, но можно предположить, что её протест также согласуется с концепцией её нечеловеческого, божественного происхождения.

### Отражение культуры и быта Японии в произведении

#### Упоминания реальных топонимов и других стран
Рассматривая использование в сюжете произведения существующие в то время реалии жизни Японии, исследователи отмечают особое богатство упоминаемых в сказке реальных фактов быта японцев периода Хэйан. В «Повести» упоминаются острова Цукуси (о. Кюсю), гавань Нанива (Осакский залив), гора Сираяма (провинция Кага), берег Суминоэ (возле залива Нанива). Из других стран упоминаются Китай и Индия: из Китая прибывает купец, продавший платье из шерсти Огненной мыши. Особое внимание уделялось именам, должностям и рангам: все женихи в «Повести» имеют реально существовавшие в Японии родовые имена и должности, характерные для того периода японской истории.

#### Культура и быт Японии в сказании
Особое место в сказании занимает описание предметов одежды и быта. Упоминаются причёски, характерные исключительно для Японии. Так, в сказке рассказывается об обряде совершеннолетия (исполняемом по достижении девушкой из знатного рода двенадцати — тринадцати лет), что юной Кагуя-химэ сделали причёску, которую носят взрослые девушки, то есть зачесали кверху детскую чёлку, а волосы с затылка спустили на спину. Её облачили в одеяние мо — предмет парадного женского одеяния, своего рода длинный шлейф, который украшали цветным рисунком и двумя ниспадающими лентами. Этот шлейф подвязывался при помощи пояса и был показателем знатного происхождения девушки. Главный герой, старик Такэтори, занимается изготовлением изделий из бамбука на продажу.
В сказке упоминаются некоторые характерные черты быта, традиций и календаря японцев того времени. Встречаются упоминания о месяце инея (одиннадцатый месяц, симоцуки, по лунному календарю) и безводном месяце (шестой месяц календаря, минадзуки). Раковина, которую просила принести Кагуя-химэ, являлась предметом народной медицины. Женщина во время родов держала в руке раковину Коясугай (яп. «Раковина, помогающая при родах»), которая по виду напоминала птичье яйцо. Принц Исицукури, принеся каменную чашу Кагуя-химэ, кладёт чашу в мешочек из парчи и привязывает его к ветке из рукодельных цветов: распространённый обычай преподнесения подарка или письма в Японии. Старик Такэтори говорит Кагуя-химэ о том, что не следует долго глядеть на Луну; как свидетельствует древняя японская литература, такое поверье действительно существовало: считалось, что нельзя долго глядеть на луну или спать, когда её лучи падают на лицо, это ведёт будто бы к несчастью. Пережитки подобного суеверия сохранились в наши дни на севере Японии. Наконец, небесные посланники прибыли на Землю в «Час Мыши» — полночь; в старой Японии, как и в Китае, сутки делились на двенадцать «страж», по два часа в каждой.

#### Японское стихосложение в тексте сказания
«Повесть о старике Такэтори» содержит большое количество стихотворений, как и другие произведения эпохи Хэйан. В японском аристократическом обществе того времени ни одно мероприятие не обходилось без сложения стихотворений. Поэзия была средством любовной и дружеской переписки, о чём свидетельствует и переписка между Кагуя-химэ и микадо. В «Повести о старике Такэтори» представлены произведения жанра нагаута (яп. «длинная песня») и пятистишия танка, сложенные по всем правилам японского стихосложения. Персонажи нередко обмениваются пятистишиями, выражающими свои чувства и эмоции.

#### Фестиваль любования Луной
Отмечается, что обычай любования осенней Луной, называемый Оцукими (яп. お月見 оцукими, «созерцание Луны» или «любование Луной»), или Цукими (яп. 月見 цукими), существует с давних времён; следовательно, он может быть в некоторой степени связан с сюжетом народной сказки. В «Ямато-Моногатари» автор вспоминает о празднике наблюдения за Луной, состоявшимся в 909 году. Считается, что данный обычай возник в период Хэйан, когда и была написана «Повесть о старике Такэтори». Возможно, сюжет народной сказки мог соотноситься и с этим народным фестивалем.

### Китайское влияние в сюжете «Повести о старике Такэтори»

#### Влияние китайских легенд и народных традиций
«Повесть о старике Такэтори» явно свидетельствует о контактах древней Японии с Китаем. Китай упоминается как место обитания Огненной мыши, из Китая приезжает купец, у которого Абэ-но Мимурадзи покупает фальшивое платье из шерсти той же мифической Огненной мыши. Исследователи отмечают, что сюжет сказания «Повесть о старике Такэтори» испытал некоторое влияние китайской народной и мифологической традиции. В сказке упоминается гора Хорай, на которой растёт золотое дерево с серебряными корнями и жемчужинами вместо плодов. Маркова В. Н. пишет, что китайские предания рассказывают о том, что где-то в океане плавают гигантские черепахи, а на их головах стоят три чудесные горы — обители бессмертных небожителей и мудрецов. Одна из тех гор называется Пэнлай, или Хорай на японском языке (кит. 蓬萊 Pénglái «Пэнлай», 蓬萊仙島 «Пэнлай, Остров Бессмертных», 蓬萊島 Péngláidǎo «Остров Пэнлай», яп. 蓬莱 (ほうらい) Хōрай). На ней росли нефритовые и жемчужные деревья, плоды которых даровали бессмертие. Видимо, в этой древней легенде отразились древнейшие китайские представления о потустороннем мире как некоей недосягаемой земле.
Правому министру Абэ-но Мимурадзи принцесса Кагуя-химэ наказывает привезти ей из далёкого Китая платье из шерсти Огненной мыши. Легенды о такой мыши были распространены в древнем Китае. Согласно этим легендам, горный хребет Куньлунь окружают огненные горы. В тех горах живёт огромная мышь, ростом больше быка, покрытая густой шелковистой белой шерстью. Из её шерсти пряли ткань, которую мыли не в воде, а в пламени. В «Чжунцзы» рассказывается о Чёрном драконе в Девятой пучине, под нижней челюстью которого находилась жемчужина; вообще дракон — китайское водяное божество, в гневе он мог вызвать грозу, бурю или наводнение, что подчёркивается в плавании Абэ-но Мимурадзи, который попадает в страшный шторм по пути к дракону.
В сказании отражены и характерные для Китая системы времяисчисления. Обозначения «Час Дракона» — с восьми до десяти утра, и «Час Мыши» — полночь, явно находят параллели в китайской традиции. В старой Японии, как и в Китае, сутки делились на двенадцать «страж», по два часа в каждой. Таким образом, влияние китайской народной традиции на сюжет произведения показывает активное участие древней Японии во взаимодействии с другими странами цивилизованного мира тех времён.

#### Сюжет о Лунной деве
Основное влияние китайской народной традиции просматривалось исследователями в сюжете пребывания на Земле одной из Лунных дев, героинь китайских лунароных мифов. Многие учёные и филологи сближали сюжет «Повести о старике Такэтори» с китайским мифом о Лунной деве по имени Чан Э (или Чанъэ), жене стрелка И, избавившего землю от жгучего сияния лишних солнц. В этой легенде Лунная дева Чан Э пришла на Землю, потерям тем самым своё бессмертие. Чтобы его вернуть, она украла снадобье бессмертия у Владычицы Запада Си Ванму, и затем унеслась на Луну. Мотивы бессмертия и полёта на Луну связаны с даосскими традициями, но исследователи отмечают, что японская сказка включает в себя много других элементов, отсутствующих в данной истории.

### Буддийское влияние

#### Упоминания Индии и буддийских реалий
В «Повести о старике Такэтори» упоминаются достаточно точные и весьма интересные для исследователей сведения об Индии и некоторых буддийских традициях, которые свидетельствуют о глубоком проникновении буддизма в жизнь японцев. В частности, упоминается сама Индия; в ней принцу Исицукури нужно искать каменную чашу Будды. Эта чаша, по виду напоминавшая большую по размеру пиалу, служила монахам для сбора подаяний. Чудотворная чаша, с которой ходил сам Будда Шакьямуни, по легенде испускает лазоревое сияние. Об этом хорошо осведомлён составитель народной сказки: глядя на простую чашу, принесённую принцем Исицукури, Кагуя-химэ замечает, что она не испускает никакого сияния.
Чашу принц Исицукури взял перед статуей блаженного Пиндолы — одного из ближайших учеников Будды Шакьямуни, что также свидетельствует о достаточно высоком уровне знания буддийских традиций японцами периода Хэйан, что подтверждается современными исследователями, говорящими о глубоком проникновении буддизма в жизнь японцев.

#### Понятие кармы
В частности, влияние буддизма (значительное или относительное) можно увидеть в образе самой принцессы Кагуя-химэ. Старик Такэтори, обращаясь к Кагуя-химэ и рассказывая о её чудесном нахождении в бамбуке, употребляет буддийский термин «хонгэ» — «аватара», земное воплощение божества или божественного духа, и называет её божеством в человеческом образе. Согласно буддийским воззрениям, будды и боддхисаттвы могут воплощаться в любом образе на Земле; индийские легенды свидетельствуют о том, что любая душа (как человеческая, так и божественный дух) может принять облик человека для каких-либо целей. В частности, японские ками не проявляют подобных способностей, хотя ками могут стать и духи предков. Однако отмечается, что принципы морали ками имеют некоторые сходства с буддийской кармой: их жизнь также определяется их делами, и так они становятся добрыми или злыми ками. Некоторые ками, бывшие малоизвестными, впоследствии становились общеяпонскими (богиня Инари), что объяснялось их поступками (император Судзаку в 942 году даровал ей высший разряд в благодарность за подавление мятежей). Причина пребывания Кагуя-химэ в человеческом облике на Земле, иногда соотносимая с буддийскими воззрениями, раскрывается в конце сказки и обрамляет сюжет произведения посредством обстоятельства, по которому она появилась на Земле и по которому она должна вернуться на Луну.

Нечеловеческое происхождение Кагуя-химэ неоднократно подчёркивается в сказании. Особенно ярко оно проявляется в тот момент, когда микадо пожелал увести Кагуя-химэ в свой дворец силой, и она неожиданно обратилась в тень. Слова микадо подтверждают то, что Кагуя-химэ могла пониматься автором и слушателями сказки как существо не из нашего мира, что соотносится, в особенности, с синтоистской, буддийской и индийской традицией сверхъестественных существ и традицией воплощения и перевоплощения божественного существа (Вишну) или души человека. Как только микадо попросил прощения за свой проступок, Кагуя-химэ приняла свой прежний образ. Своё происхождение она подтверждает и сама во время встречи с микадо:
- Если б я родилась здесь, в этой стране, то повинна была бы идти во дворец служить тебе. Но я существо не из этого мира, и ты совершишь дурной поступок, если силой принудишь меня идти во дворец.
Через три года после сватовства микадо Кагуя-химэ узнаёт (неизвестным образом) о своём происхождении и понимает, что время её пребывания на Земле подходит к концу, и ей пора возвращаться на Луну. Об этом она сообщает старику Такэтори: 
- Ах, я давно уже хотела обо всем вам поведать, но боялась вас огорчить и все откладывала. Но больше нельзя мне молчать! Узнайте, я не из этого земного мира. Родилась я в лунной столице, но была изгнана с небес на землю, чтобы искупить грех, совершенный мной в одном из моих прежних рождений. Настало время мне возвратиться. В пятнадцатую ночь этого месяца, в полнолуние, явятся за мной мои сородичи, посланцы Неба. Должна я покинуть этот мир, но при мысли о том, как жестоко вы будете скорбеть обо мне, я с самого начала этой весны не перестаю грустить и плакать. — И Кагуя-химэ заплакала ещё сильнее.
Затем она рассказывает о жизни в лунном мире:
- У меня там, в лунной столице, остались родные отец и мать. Для них разлука со мной длилась одно краткое мгновенье, а здесь, на земле, протекли за это время долгие годы. Полюбила я вас всей душой и думать забыла о настоящих моих родителях. Не радуюсь я тому, что должна вернуться в лунный мир, а горько печалюсь. Но, что бы ни творилось в моем сердце, вернуться туда я должна.
Как отмечают некоторые исследователи, в данном сюжете отчётливо прослеживается индуистская и буддийская идея кармы как наказания за прегрешения в предыдущей жизни и воздаяния за добрые дела в прошлом воплощении. Лепехова Е. С. пишет, что идея кармы фигурирует уже в ранней японской литературе эпохи Хэйан, в частности, в «Такэтори-моногатари» и «Гэндзи-моногатари». В «Гэндзи-моногатари» сюжетная схема и вовсе построена на идее кармы. Она разделяется на три части: юность героя (годы наслаждений), зрелость (годы славы) и старость (годы расплаты). Исходя из этого, причина пребывания Кагуя-химэ на Земле видится в некоем совершённом в предыдущей жизни принцессы плохом поступке (сущность которого не раскрывается в сказании), в наказание за который она была отправлена на Землю. Лепехова Е. С. отмечает, что буддийские идеи проникли в японскую литературу уже на раннем этапе её развития. Большинство японских дневников и эссе X—XI вв. проникнуты идеей кармы. Как пишет А. Н. Мещеряков: «Идея кармы была поначалу воспринята в Японии на негосударственном уровне как основная идея буддизма». В частности, пребывание Кагуя-химэ на Земле в качестве наказания подтверждается и самим Небесным посланником:
- …В искупление давнего греха, совершенного ею в прежней своей жизни, Кагуя-химэ обречена была жить некоторое время в доме такого ничтожного человека, как ты.
Понятие «карма», как отмечает Лепехова Е. С., органично вплелось в некоторые синтоистские сюжеты легенд, более того, помогло связать воедино буддийские и синтоистские понятийные системы. Особое место идея кармы как воздаяния за совершённые дела присутствует в «Нихон рёики». Даже краткий анализ «Нихон рёики» позволяет говорить о том, что к концу периода Нара понятие «карма» глубоко проникло в сознание не только аристократии и духовенства, но и простого народа. Следовательно, основные идеи «Повести о старике Такэтори» были понятны не только аристократии, но и простым слушателям. Отмечается, что эпоха Хэйан характеризуется таким состоянием буддизма, когда он в результате прекращения внешних связей с континентом в конце X в. формировался под влиянием сугубо японских культурных, социальных, политических факторов. Ведущей идеей хэйанского буддизма было непостоянство преходящего мира — «мудзё»; данная идея была и одной из основных идей буддизма и индуизма. Вполне возможно, что данное положение буддизма оказало некоторое влияние на быстротечность для старика Такэтори и его жены пребывания Кагуя-химэ на Земле. Идеи буддизма тесно переплетались с мотивами исконно японской народной мифологии и традиции. Всё это способствовало формированию единого хэйанского буддизма, не копирующего китайские идеи.

#### Интерпретация Земного мира в рамках буддизма
Сама Земля (в частности, мир людей как одна из лок) в сказании Небесным посланником называется «нечистым местом», что также согласуется с буддийскими и индуистскими воззрениями на Земной мир как на мир неведенья (авидья), иллюзии (майя) и страданий (дуккха). Небесный посланник также упоминает, что Кагуя-химэ «обречена была» жить на Земле (или, по крайней мере, в доме старика Такэтори), что не соотносится с пребыванием (пусть и недобровольным) в условно хорошем месте. Земля как бренный, нечистый, иллюзорный мир страданий противопоставляется Луне — миру, в котором эти вещи либо сведены к минимуму, либо вообще невозможны. Вполне вероятно, что Луна могла пониматься автором сказки как такая же обитель бессмертных небожителей, как гора Хорай. Весьма примечательны слова Кагуя-химэ о том, что на Луне за время её долгого (два десятка лет) пребывания на Земле прошло лишь краткое мгновение.

В подтверждение того Небесный посланник называет и человеческую пищу однозначно «нечистой», говоря:
- Дева, испей напитка бессмертия, — сказал небожитель. — Ты вкушала нечистую земную пищу и не можешь быть здорова.
Следует отметить, что данный мотив также соотносится с буддийскими воззрениями о пище: правило ненасилия (ахимса) запрещает даже употреблять в пищу продукты животного происхождения. Однако однозначно интерпретировать слова Небесного посланника трудно даже в рамках буддийской концепции.
Интерпретируя Луну как область мироздания (локу), в той или иной степени лишённую страданий (дуккха) и избавленную от иллюзии (майя), нельзя не отметить различие в мировоззрении небожителей и людей — хотя бы в той мере, в которой они показаны. Слова Небесного посланника строги и даже жестоки. Рассматривая данные сведения в концепции буддизма, следует отметить тот факт, что конечной и важнейшей целью жизни человека является избавление от страданий и достижение нирваны — состояния, лишённого беспокойства, страстных желаний и привязанностей. Нирвана подразумевает освобождение души от бесконечного круга перерождения — сансары. Исходя из этого, можно предположить, что небожители представляют существ, достигнувших нирваны в наиболее полной форме и освобождённых от порочных качеств, страданий и бесконечного круга перерождений. Следовательно, небожители утратили и ряд человеческих чувств и качеств, и потому могут казаться строгими и жёсткими.

Таким образом, Кагуя-химэ неким образом (посредством совершения греха) утратила данное состояние и в качестве наказания за совершённый грех была отправлена на Землю; однако не совсем ясно, из чего состояло наказание, но, учитывая буддийские воззрения, можно предположить, что оно заключалось в самом пребывании на Земле, где страдания и привязанности присутствуют. По окончании наказания Кагуя-химэ вновь приобретает состояние спокойствия, забывая человеческие чувства и воспоминания о земной жизни, облачаясь в одежду из птичьих перьев. Это подтверждает и сама Кагуя-химэ перед тем, как облачиться в волшебное одеяние:
- О, погоди ещё немного. Когда я надену на себя эту одежду, умрут во мне все человеческие чувства, а я должна написать прощальные слова ещё одному человеку. 
Возможно, под человеческими чувствами подразумеваются именно привязанности, беспокойство и страстные желания, которых, согласно буддийским учениям, лишены будды и божественные существа ввиду достижения бодхи (просветления и освобождения от жадности, ненависти и заблуждений). Следуя этому, все небожители автором сказания представляются как некие божественные существа, лишённые человеческих чувств (поскольку Кагуя-химэ сама стала такой же после облачения в одеяние из птичьих перьев); это подтверждают и слова Кагуя-химэ о том, что им не понять её чувств к старику и его жене.

Небесный посланник в разговоре со стариком Такэтори строго замечает, что за воспитание Кагуя-химэ ему посылалось золото. Это наводит на мысль о том, что пребывание Кагуя-химэ в доме старика Такэтори, по мнению Небесного посланника, было (или могло быть) для старика своего рода негативным событием или даже событием сродни наказанию, за которое ему полагалась компенсация, однако пребывание Кагуя-химэ в доме старика Такэтори Небесный посланник называет большой радостью: 
- Слушай ты, неразумный человек! За твои малые заслуги дарована была тебе несравненная радость: на краткий срок приютить в своем доме Кагуя-химэ. За это тебе в изобилии посылалось золото. 
Учитывая буддийские и индуистские концепции мировоззрения, можно определить, что Луна в сказании представляется как лока достигнувших просветления (или близких к просветлению) существ, которых не беспокоят земные чувства, и противопоставляется Земле — миру, в котором земные чувства, страстные желания и страдания присутствуют. Однако говорить о сюжете сказания, принимая во внимание лишь буддийские учения о мире, нельзя, поскольку народная сказка также содержит значительный (и даже превышающий по объёму) элемент японских народных традиций.

#### Желание Кагуя-химэ остаться на Земле
Несмотря на то, что Кагуя-химэ должна была вернуться домой, она испытывала к её прежней, земной жизни и к старику со старухой добрые чувства, признаваясь, что она осталась бы в мире людей, если бы ей это было позволено. Так говорит сама Кагуя-химэ об этом:
Или ты думаешь, не тяжело мне покинуть вас, одиноких стариков, будто забыла я все ваше любовное попечение? Как была бы я рада, если б долго ещё могла гостить на земле. Увы! Назначенный срок окончился, и мы должны расстаться. 
В своём письме старику Такэтори и его жене она написала:
Если б я родилась в вашем мире, среди вас, земных людей, то я с радостью осталась бы с вами, мои дорогие родители, чтобы рассеять ваше горе. Никогда, никогда бы я вас не покинула! Но увы! Это невозможно! Сейчас я сброшу платье, которое носила в вашем доме, и оставлю вам как память обо мне. В ясную ночь выходите глядеть на луну. Ах, мне так тяжело покидать вас, что, кажется, я на полдороге упаду с небес на землю!
Таким образом, несмотря на описание Небесным посланником Земного мира как нечистого и дурного места, Кагуя-химэ испытывала к нему определённую любовь или привязанность, которые она утратила после облачения в одеяние из птичьих перьев. Этот мотив одновременно и согласуется, и не согласуется с буддийской концепцией просветления и нирваны, поскольку, если время её наказания на Земле окончено и его следует соотносить с буддийским понятием кармы и нирваны, она должна была потерять эти чувства намного раньше прибытия Небесных посланников. Возможно, что наказание принцессы Кагуя-химэ состояло в другом. поскольку Небесный посланник говорит, что грех её теперь был полностью искуплен

#### Трудность интерпретации Небесных посланников в рамках буддийской концепции
Образ небожителей, прибывших на Землю для того, чтобы доставить принцессу Кагуя-химэ домой на Луну, с одной стороны, удовлетворительно интерпретируется в рамках буддийских традиций. Небожители предстают как некие существа, находящиеся на пути к просветлению или уже достигшие его, а Луна — как некая лока, лишённая страданий, страстных желаний и иллюзии. Они описываются как прекрасные обликом, не знающими ни старости, ни забот, ни огорчений, что вновь согласуется с буддийской или индуистской концепцией мира, лишённого страданий, который населяют просветлённые существа. Однако с другой стороны интерпретировать их образ в рамках буддийской концепции весьма трудно ввиду наличия в сюжете сказания мотивов и элементов, не согласующихся или вообще отсутствующих в буддийской традиции.
Небожители описываются как явно нечеловеческие существа, обладающие огромной силой, с которой не сравниться даже двум тысячам воинов микадо. Они обладают запасами золота, поскольку даруют его старику Такэтори в таком количестве, что он становится неслыханным богачом. Их прибытие на Землю с Луны сопровождается необъяснимо ярким светом: вокруг дома старика стало светлее, чем днём. Они сходят с неба на облаках, и описываются как неведомые лучезарные существа, и парят над самой землёй. Облачены небожители в великолепные одежды. Их сопровождает небесная летучая колесница, накрытая навесом из тончайшего шёлка. При этом их сила настолько велика, что никто из слуг старика Такэтори или воинов микадо не смог сопротивляться им: все замерли от ужаса, словно попали во власть нездешней силы; те же, кто нашёл в себе силы сражаться, пустили несколько стрел в небесных посланцев, но стрелы полетели в сторону, далеко от цели.

Об их неведомой и непреодолимой силе говорит и сама Кагуя-химэ в разговоре со стариком Такэтори:
- Как вы ни старайтесь меня спрятать, как храбро ни готовьтесь к бою, вы не сможете воевать с небожителями из лунного царства. Стрелы ваши их не настигнут. Спрятать меня вам тоже не удастся. Только они прилетят, как все запоры спадут и двери откроются сами собою. Воины сейчас готовы схватиться с кем угодно, но лишь увидят они небожителей, как у самых смелых сразу все мужество пропадет. 
При их присутствии неведомым образом все запертые двери и закрытые на решётки окна распахнулись настежь, и никто не мог ничего сделать. Затем Кагуя-химэ села в летучую колесницу и в сопровождении небесных посланцев (которых была сотня) улетела на небо, вернувшись на Луну.
Интерпретировать все эти сведения в рамках только буддийской или индуистской традиции однозначно трудно. В буддизме достаточно редко встречаются упоминания о существах (пусть даже просветлённых), которые показывают такие способности. Их великолепные одежды, возможно, могут символизировать их благородное происхождение, поскольку в прекрасные одеяния облачались все аристократы эпохи Хэйан. С небольшими затруднениями можно сравнить летучую колесницу небесных посланников с индуистской виманой, описываемой как мифический небесный дворец, царский чертог или небесная колесница. Однако обычно на виманах летали, но об этом ничего не сказано в сказке; она лишь была с небожителями. Сам же мотив небесной колесницы можно интерпретировать и как некую мечту о полёте, реализованную посредством литературы. Индолог В. Г. Эрман отмечает, что «чувство полёта, кажется, живёт в душе поэта. Описания эти так ярки и зримы, что можно представить, будто ему самому приходилось летать по воздуху и взирать на землю с огромной высоты». Однозначно лишь можно сказать то, что небожители в сказании — некие божественные существа, известные по буддийским легендам. Таким образом, однозначно интерпретировать образ небесных жителей в рамках одной лишь буддийской концепции трудно.

### Сведения о возможном заимствовании сюжета
На протяжении многих веков сюжет народной сказки считался восходящим к произведениям японского фольклора, хотя возможное влияние китайской традиции не отрицалось. Это влияние просматривалось в интерпретации образа Кагуя-химэ как одной из Лунных дев, известных по китайским лунарным мифам. Но даже это влияние признавалось незначительным: сказка содержала значительные элементы жизни и быта Японии периода Хэйан, фольклорные элементы и языковые особенности, характерные для Японии времени возникновения сказки.
Отмечается, что в 1957 году был опубликован собранный в 1954 году китайскими фольклористами сборник тибетских сказок Цзиньюй Фэнхуан (кит. упр. 金玉鳳凰, «Золотой нефритовый феникс»), в котором обнаружилась сказка с практически идентичным сюжетом под названием Баньчжу Гунян (кит. упр. 班竹姑娘, «Девушка из пятнистого бамбука»). В 1971 году сборник был переведен на японский язык. Со временем выяснилось, что данный сюжет известен по буддийским сутрам и историческим сочинениям стран Юго-Восточной Азии. Данное событие позволило исследователям говорить о заимствовании сюжета сказки из тибетской народной традиции. Но Садокова А. Р. отмечает, что даже несмотря на возможное заимствование оригинального сюжета, это нисколько не умаляет достоинства произведения и наоборот доказывает, что Япония уже в IX—X вв. принимала активное участие в культурном взаимодействии с цивилизованным миром.
Анализируя этот факт, часть исследователей предполагает наличие недобросовестных намерений у китайских учёных, якобы намеренно включивших в сборник один из главных памятников литературы Японии. На это указывает и отсутствие упоминаний о тибетском оригинале в других фольклорных антологиях. Также более поздними экспедициями не были найдены живые рассказчики этой истории. Исследования 1980-х годов старались доказать или опровергнуть факт прямого заимствования. Отмечается, что сам сборник Цзиньюй Фэнхуан предназначался для детей, и по этой причине редактор позволил себе некоторые вольности в составлении и адаптации сказок. Ни один другой сборник тибетских сказок не содержит данной истории, а местные жители в Сычуань и Чэнду не знакомы с данным сюжетом. Тибетские источники в Нгава-Тибетско-Цянском автономном округе также не знают этой истории. Решение филологов по этому вопросу заключается в том, что автор книги 1957 года намеренно скопировал «Повесть о старике Такэтори».

### Этиологические мифы в сказании
Как отмечают Маркова В. Н., Садокова А. Р. и Ермакова Л. М., сказание включает и этиологические мифы и сюжеты, объясняющие происхождение некоторых речевых оборотов японского языка и топонима Фудзияма. К примеру, возникновение фразы «Испить чашу позора» про бесстыдных людей, выводимой из пятистишия принца Исицукури в русском переводе Марковой В. Н. и в оригинале — созвучие фраз «бросил чашу» и «потерял стыд». Японские пятистишия, построенные на омонимии и каламбуре, в сказании являются источником некоторых японских выражений, используют игру слов и придают одним фразам по созвучию другой смысл: «Ах, кисло!» (о сливе) и «Ах, невыносимо (смешно)!» в истории о правом министре Абэ-но Мимурадзи. Исследователи отмечают, что японский язык славится богатой омонимией. Примечательно, что история каждого из пяти женихов завершается подобным этиологическим объяснением возникновения некой устойчивой фразы на основе их действий и поступков.
В конце сказки приводится этимология названия топонима Фудзи. Сказка переводит по созвучию китайские иероглифы, использующиеся в названии горы Фудзи и транскрибирующие его, как «Гора бессмертия», поскольку на вершине горы был сожжён напиток бессмертия, переданной принцессой Кагуя-химэ микадо. Шуточно обыгрывается и другой из возможных вариантов транскрипции: «Изобилующая воинами», поскольку на гору поднялось множество воинов императора. Вообще название горы Фудзи — одна из самых больших загадок японской топонимики. Оно, по-видимому, очень древнего, возможно, айнского происхождения, и точное его значение не установлено до сих пор. Вопрос о происхождении названия горы Фудзи по-прежнему является открытым.

### Вставные эпизоды и ответвления основного сюжета
«Повесть о старике Такэтори» относится исследователями и писателями уже с древних времён к жанру моногатари, или цукури-моногатари (букв. «сделанные, сочинённые произведения»). Они основывались чаще всего на нереальных, фантастических событиях, которые происходили «в далёкой стране». Основу этих преданий составляли старинные предания о богах и героях. Произведения данного жанра имели непростую композицию: в них встречались вставные эпизоды, что придавало произведению вид обрамлённой прозы, или использовался круговой сюжет. Значительное место занимали боковые сюжетные линии и ответвления основного сюжета, нередко уводящие слушателя или читателя далеко от основной линии повествования.
В самой «Повести о старике Такэтори» также присутствует множество дополнительных сюжетных линий: пять историй о женихах содержат довольно обширные и полные истории их путешествий в неведомых краях (часть которых, правда говоря, выдуманы самими богатыми женихами). Ермакова Л. М. отмечает, что часть повести с трудными заданиями как раз и напоминает плутовскую новеллу. Её сюжет сопряжён с китайскими и буддийскими народными традициями, которые раскрываются читателю в целях самих заданий — каменная чаша Будды, пришедшая из буддийской традиции; платье из шерсти Огненной мыши, живущей в Китае; и водный дракон с жемчужиной на шее — все эти сюжетные элементы явно соотносятся с буддийской и китайской мифологической традицией.
Маркова В. Н. пишет, что «Повесть о старике Такэтори» представляет собой произведение, включающее мотивы и сюжетные элементы самого разного происхождения: «В „Повести о старике Такэтори“ сплетены сказочно-фантастические мотивы самого разнообразного происхождения: японские, китайские, индийские. Одни из них взяты из самой гущи японского фольклора, другие навеяны буддийскими и даосскими легендами. Бытовая основа содержит в себе моменты острой социальной сатиры. Возможно, что отдельные сатирические стрелы были пущены в знатнейших сановников из правящего рода Фудзивара. Структура „Такэтори-моногатари“ уникальна и представляет собой большой интерес для истории и теории романа». Таким образом, сказание представляет собой результат соединения многочисленных народных традиций, которые переплетаются в загадочный и достаточно сложный сюжет. Для того, чтобы грамотно и результативно изучить его, необходимо учитывать все элементы, которые могли стать его неотъемлемой частью и оказать на него влияние.

### Ранний предшественник научной фантастики
Некоторые исследователи рассматривают «Повесть о старике Такэтори» как ранний предшественник научной фантастики, сопоставляя путешествие Кагуя-химэ с Земли на Луну с космическим путешествием, небожителей — как существ, способных к путешествиям в космосе, а летающую колесницу — как некий космический корабль или его возможный прототип.
Но филологи отмечают, что данный сюжет в культуре периода эпохи Хэйан, учитывая растущее влияние идей буддизма, не вызывал подобных ассоциаций. В частности, идеи путешествий на неких волшебных устройствах (виманах), перерождения и жизни на других планетах и в других мирах широко встречаются в буддизме и индуизме. Сама Луна для автора сказания, возможно, была такой же обителью бессмертных небожителей, как гора Хорай или буддийские верхние миры, недоступные восприятию человека.
Индолог В. Г. Эрман отмечает, что «чувство полёта, кажется, живёт в душе поэта. Описания эти так ярки и зримы, что можно представить, будто ему самому приходилось летать по воздуху и взирать на землю с огромной высоты». Филолог Серебряков И. Д. отмечает, что в поэме Сомадевы (XI век) «Океан сказаний» «рассказывается о воздушных кораблях, движущихся с помощью механических двигателей и покрывающих большие расстояния с громадной скоростью. Они имеют круглую форму, подобны цветку лотоса, используются для разнообразных целей, в том числе, например, для переброски слонов». Другие исследователи замечают, что виманы могли быть не мифическими волшебными средствами передвижения, а реально существовавшими летательными аппаратами. В некоторых источниках также отмечается, что сюжет сказания «Повесть о старике Такэтори» напоминает сюжет о внеземной жизни из современной научной фантастики, сопоставляя небожителей с внеземными существами, а их прибытие на Землю — с появлением инопланетян или даже НЛО, и сравнивая появление принцессы Кагуя-химэ на Земле с появлением странной девушки из загадочной японской легенды об уцуробунэ.

## История переводов «Повести о старике Такэтори» в России и мире
История переводов «Повести о старике Такэтори» на европейские языки начинается в XIX веке. Эта японская сказка сравнительно рано стала популярной во всём мире. Ермакова Л. М. отмечает, что самым ранним переводом, по-видимому, следует считать немецкий перевод Р. Ланге «Такэтори-моногатари» 1878 года. Многочисленнее всего являются переводы на английский язык, и их трудно перечислить полностью. Российская история переводов и переложений «Повести о старике Такэтори» несколько моложе, чем европейская. Но нужно сказать, что это произведение было полностью переведено на русский язык как минимум четыре раза — уникальный факт для российского японоведения.
История «Такэтори-моногатари», как это ни странно, вот уже больше ста лет разворачивается в России не только в области перевода, но и в совершенно неожиданной сфере — в балете. С конца XIX века в России ставилась пантомима в 2-х актах «С луны в Японию» (Лопухин, музыка Кислинского, постановка Чекетти, Михайловский театр), а также было написано либретто «С луны в Японию» с некоторыми изменениями сюжета (к примеру, в либретто рассказывается о Пьеро и Пьеретте, которые живут на Луне и попадают в Японию). Адаптация в России «Такэтори-моногатари» на языке балета, как и в искусстве слова, насчитывает уже более ста лет.
В 1899 году «Повесть о старике Такэтори» впервые была переведена на русский язык и опубликовано в популярном журнале «Нива» «Принцесса Лучезарная» с подзаголовком «Японская сказка М. П. Васильева. С 2 рис. Н. Н. Каразина». Имя переводчика М. П. Васильева не получило большой известности. Переводом японской сказки занимались также А. Цветинович («Дочь Луны. Японское сказание») и А. А. Холодович («Дед Такэтори»). Первые русские переводы (в особенности, Васильева М. П. и Цветиновича А.) отличаются своеобразной адаптацией оригинальной сказки к русской культуре, которая проявляется в включении некоторых элементов и описаний, отсутствующих в оригинале. К примеру, у Васильева М. П. и Цветиновича А. старик Такэтори представляется бедным человеком, а при описании образа Кагуя-химэ упоминается, что она «при необыкновенной красоте была добра, мила и умна», что отсутствует в оригинале. Ермакова Л. М. отмечает, что, возможно, Васильева М. П. и Цветинович А. работали с опорой на западные переводы Самым современным и известным является перевод повести Марковой В. Н., авторитетной переводчицей японской классической литературы, завершённый в 1962 году. Перевод Марковой В. Н. является наиболее известным переводом повести на русский язык и цитируется Садоковой А. Р. и Ермаковой Л. М., ведущими исследователями японской литературы и культуры в России.
Наибольшую трудность в переводе сказки на русский язык представляет перевод пятнадцати японских пятистиший, которые внедрены в текст повествования. Английские переводчики (Дикинс) стилистически переводят их так же, как и весь остальной текст, слегка стилизируя язык под фольклорно-балладный староанглийский. Дикинс приводит вместе с переводом транскрипцию японского оригинала, что впоследствии стало европейской академической традицией и переходит в другие переводы японской поэзии — например, в русскую переводческую традицию. Немецкий перевод Р. Ланге даёт пятистишия в сокращённом виде. Русские переводчики М. П. Васильев и А. Цветинович вообще не решились создавать подобие стихов из-за синтаксических и смысловых сложностей, просто пересказывая их в прозе: «Принц <…> сочинил письмо, в котором, описывая свое вымышленное путешествие, рассказывал, с какими опасностями он прошел моря и горы, чтобы добыть эту драгоценность» (Васильев М. П.).
Холодович А. А. и Маркова В. Н. переводят пятистишия в соответствии с оригиналом. Перевод Холодовича А. А. звучит как стихи странного, непринятого в российской поэзии размера; их содержание не вполне соответствует элегическому содержанию стихотворений. Как формулирует сам Холодович А. А., его перевод выполнен «стилизованно-сказочным языком». Он явно имитирует русские народные сказки. Совершенно иначе предстаёт перевод Марковой В. Н.. В нём она делает смелую и удачную попытку показать русскому читателю устройство японской классической поэзии. Известно, что японская поэзия обычно строится не на полисемии, а омонимии и каламбуре. Марковой В. Н. удалось создать поэтическую модель, передающую чисто японские приёмы омонимии — обыгрывание оттенков смысла отдельных слов. Правда, для этого ей пришлось ввести в текст перевода несколько отсутствующих в оригинале элементов: например, коня.
Анализируя историю переводов повести, Ермакова Л. М. отмечает, что первые переводческие работы, появившиеся как переводы с западных переводов, представляли этот текст как литературную обработку сказочного сюжета, наподобие сказок Андерсона или братьев Гримм, поэтому текст переводился гладким литературным языком, поддерживая для юного читателя правильные представления о нравственности. Перевод Холодовича А. представляет собой весьма интересный и уникальный эксперимент адаптации оригинального текста к русской литературной культуре. Перевод Марковой В. Н. же обычно называется образцовым переводом «Повести о старике Такэтори», в которой сохранены оригинальные имена персонажей, стилистические особенности оригинала и даже форма, структура и смысловое значение японских пятистиший, что позволяет сохранить японскую культуру и мировоззрение, представленные в сказании. Перевод Марковой В. Н. сформировал особую традицию перевода японской литературы со своей лексикой, стилистикой и образным строем.

## Отражение в популярной культуре

### Экранизации
В 1987 году по мотивам сказки режиссёр Кон Итикава снял фильм «Принцесса с Луны» («Повесть о старике Такэтори», яп. 竹取物語 Такэтори моногатари); в главных ролях — Тосиро Мифунэ и Ясуко Савагути. В СССР фильм был впервые показан в 1990 году с дубляжем киностудии «Союзмультфильм».
Сюжет «Повести о старике Такэтори» также лёг в основу японского полнометражного анимационного фильма «Сказание о принцессе Кагуя» (яп. かぐや姫の物語 Кагуя химэ но моногатари) 2013 года, режиссёром которого выступил Исао Такахата. Фильм получил высокие оценки критиков и зрителей и стал одной из известных картин японской анимации.
В анимационном фильме подробно и с большой точностью воспроизведены жизнь, быт и культура эпохи Хэйан. Сюжет народной сказки представлен в мультипликационном фильме в достаточно точном соответствии с «Повестью», но с небольшими отличиями: золото, найденное стариком Такэтори в бамбуке, предназначалось для самой Кагуя-химэ; изменена сюжетная линия с микадо — мотивы микадо первоначально соотносятся со сказкой, но затем приобретают некоторые различия (в мультфильме отсутствует переписка между Кагуя-химэ и микадо); отсутствует Небесный посланник и его диалог со стариком Такэтори. Также были введены несколько дополнительных сюжетных линий (к примеру, с Сутэмару и учительницей принцессы Кагуя-химэ). Также отсутствует сюжет с горой Фудзи и напитком бессмертия, посланном Кагуя-химэ микадо. Глава небожителей в картине явно изображён как Будда, на что указывают его внешний вид, причёска и одеяния.
Основная идея японской сказки присутствует в мультфильме, но была несколько изменена: на передний план выходит любовь Кагуя-химэ к её земной жизни, а не мотив наказания. В картине поднимаются сложные вопросы взросления, поиска собственного «я», замужества, цены высокого положения в обществе и прочие трудности жизни, а также проблемы отношения родителей и детей, ценности денег и просто поиска смысла жизни.

### Отсылки в аниме и манге
- Кагуя Ооцуцуки, имя которой основано на имени принцессы Кагуя-химэ из народной сказки, является главным антагонистом аниме-сериала «Наруто».
- Принцесса Кагуя-химэ является прототипом персонажа Кагуры из франшизы «Гинтама».
- Главные персонажи японской сэйнэн-манги и аниме «Госпожа Кагуя: В любви как на войне» (яп. かぐや様は告らせたい～天才たちの恋愛頭脳戦～ Кагуя-сама ва кокурасэтай ～Тэнсай-тати но рэнъай дзуно: сэн～)[68][69] основаны на героях «Повести о старике Такэтори», что заметно в том числе по их именам[70][71]. Личность и характер Кагуи Синомии были основаны на персонаже принцессы Кагуя-химэ, Миюки Сироганэ — на правом министре Отомо-но Миюки (четвёртом женихе), Тики Фудзивары — на принце Курамоти (втором женихе; также её фамилия напоминает о правившем в то время роде Фудзивара), Ю Исигами — на Исоноками-но Маро (пятом женихе), а Ай Хаясаки — на образе Небесного посланника, от которого она унаследовала строгий характер, немногословность и узоры в виде звёзд на её личных вещах[70]. В данном произведении имя Кагуя склоняется по правилам русского языка[70].
- Манга «Унеси меня на луну» (на основе которой также был снят аниме-сериал) была создана как продолжение истории о старике Такэтори.

### В компьютерных играх
- Сюжет японской компьютерной игры Touhou 8: Imperishable Night, а также упомянутая там Лунная столица основаны на сюжете народной сказки о принцессе Кагуя-химэ.
- Кагуя-химэ присутствует как персона в серии японских ролевых игр Persona (являющихся ответвлением серии Megami Tensei).

### Прочее
- Японский искусственный спутник Луны, запущенный 14 сентября 2007 года и выведенный на лунную орбиту 4 октября, был назван «Кагуя» (яп. かぐや, англ. Kaguya) в честь принцессы Кагуя-химэ из «Повести о старике Такэтори»[72][73][74].
- В честь принцессы также был назван кратер Кагуя-Химэ на Хароне, спутнике Плутона.